# Megachile scutellata
Megachile scutellata är en biart som beskrevs av Smith 1879. Megachile scutellata ingår i släktet tapetserarbin, och familjen buksamlarbin. Inga underarter finns listade i Catalogue of Life.